# John Arne Riise
John Arne Semundseth Riise (Ålesund, 24 settembre 1980) è un allenatore di calcio, dirigente sportivo ed ex calciatore norvegese, di ruolo difensore o centrocampista.
È soprannominato Thunderbolt per la potenza del suo mancino. Ha vinto, nel 2006, il Kniksenprisen, il titolo di calciatore norvegese dell'anno. È il primatista di presenze della Nazionale norvegese, con le sue 110 apparizioni.

## Biografia
Nel 2003 Riise sposò la modella norvegese Guri Havnevik, sua amica d'infanzia; i due divorziarono l'anno seguente. Nel 2001 dalla coppia nacque la primogenita di Riise, Ariana. Negli anni successivi si legò a Maria Elvegard: i due si sposarono nell'estate 2008. Il 4 agosto 2009 dall'unione nacque Emma. La coppia si separò nei primi mesi del 2012. Il 31 maggio 2014 si sposò per la terza volta, con Louise Angelica Markussen.
A partire dal 2005 Riise viene talora soprannominato SMS Kongen (in norvegese, "re degli SMS"), dopo che alcune testate di gossip norvegesi rivelarono alcune avance fatte da Riise nella forma di messaggi di testo copiaincollati verso più donne dello spettacolo.
Nell'agosto 2009 citò in tribunale Einar Baardsen, suo ex procuratore sportivo, accusandolo di averlo truffato per due milioni e mezzo di euro. La vicenda si è conclusa con il proscioglimento dell'imputato dalle accuse.

## Caratteristiche tecniche
Poteva giocare sia da terzino che da esterno, sulla fascia sinistra, privilegiava essere offensivo nella spinta e rendersi pericoloso in zona goal. All'occorrenza, poteva essere impiegato anche come difensore centrale. Possedeva un piede sinistro estremamente potente, con cui ha realizzato in carriera molte reti dalla distanza. Era pericoloso anche su punizione.

## Carriera

### Giocatore

#### Aalesund e Monaco
Iniziò la propria carriera sportiva entrano nel 1995 nel settore giovanile dell'Aalesund. Debuttò nella massima serie norvegese il 19 maggio 1997, subentrando a Dag Petter Breivik nella gara esterna contro l'Odd Grenland (1-1). Siglò la sua prima marcatura tra i professionisti il 15 giugno seguente, contribuendo al successo casalino di cambionato sul Drøbak/Frogn (3-0). Venne riconfermato in prima squadra anche per l'annata successiva.
Nell'estate 1998 il norvegese venne acquisito a titolo definitivo dai francesi del Monaco. In quanto non ancora diciottenne, Riise fu inizialmente aggregato alla formazione giovanile dei monegaschi, riuscendo solo successivamente a timbrare le sue prime presenze in Division 1, accumulando un totale di 321 minuti di gioco. Il 16 febbraio 2000, alla sua seconda annata con i transalpini, Riise mise a segno la sua prima rete in terra francese, decidendo la gara di campionato contro il Bordeaux (1-0) con un poderoso sinistro dalla distanza. Concluse la stagione fregiandosi della conquista del titolo nazionale. Meno eclatante fu la stagione 2000-2001, segnata per il Monaco da un magro undicesimo posto finale in classifica e dalla sconfitta in finale di Coupe de la Ligue; Riise fu comunque in grado di destare le attenzione di club europei altisonanti su di sé.

#### Liverpool
Il norvegese fu quindi acquistato dagli inglesi del Liverpool nell'estate del 2001, al prezzo di quattro milioni di sterline. Debuttò con i Reds disputando da titolare la partita valida per l'assegnazione del Charity Shield, vinto contro il Manchester Utd (2-1), successo che valse a Riise il suo primo titolo col nuovo club. Scese in campo anche nella seguente finale di Supercoppa UEFA vinta contro il Bayern Monaco (3-2), alla quale Riise contribuì realizzando la sua prima rete con gli anglosassoni. Esordì in Premier League il 18 agosto 2001, in occasione della vittoria interna sul West Ham Utd (2-1). Il 15 settembre andò a segno per la prima volta nella massima divisione inglese, sigillando il risultato finale della stracittadina vinta contro l'Everton (1-3). Terminò la prima stagione a Liverpool come uno dei giocatori maggiormente impiegati dal tecnico Gérard Houllier, timbrando ben cinquantacinque presenze e otto marcature in tutte le competizioni.

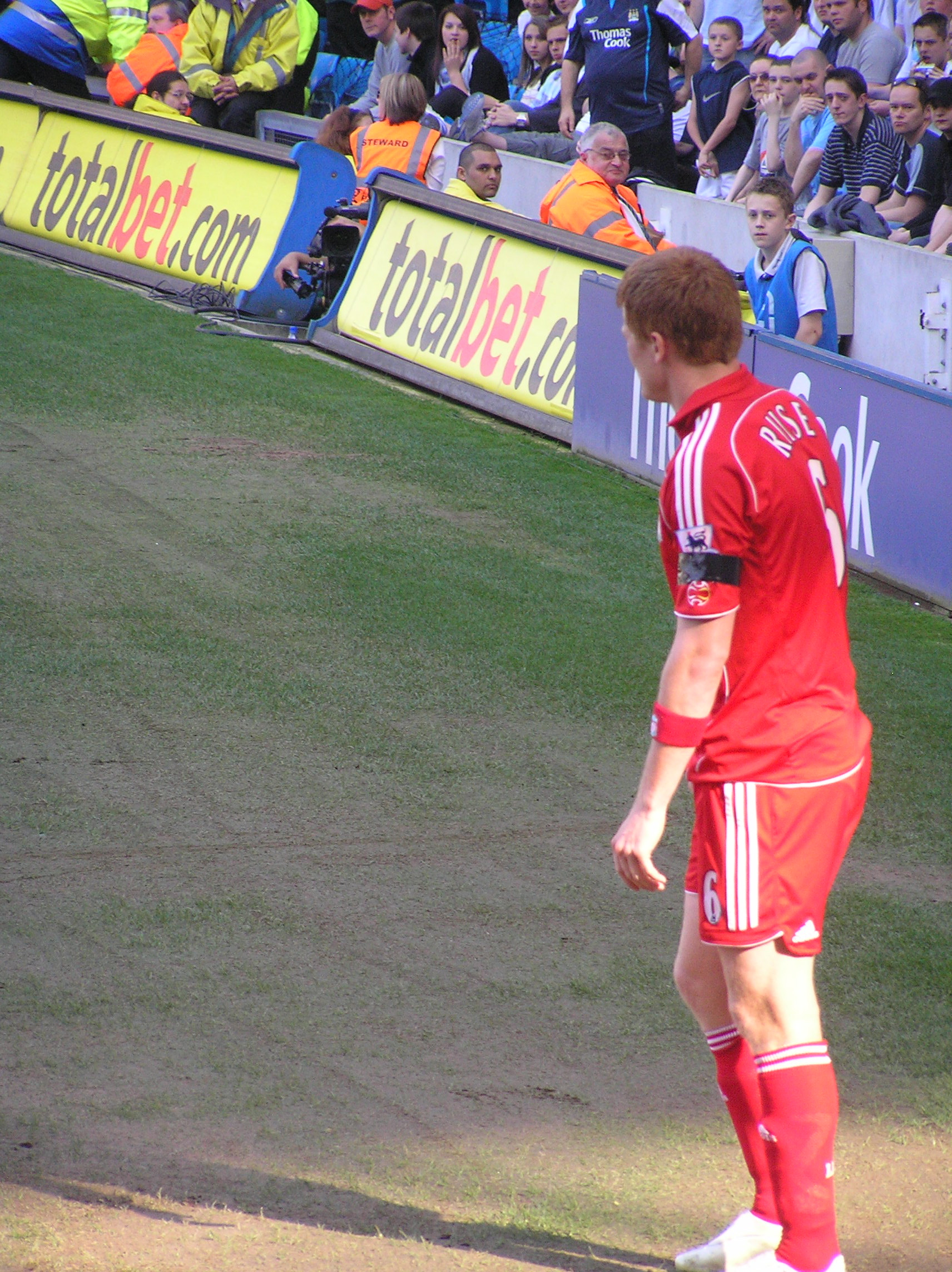
Riise, con la maglia del Liverpool, mentre si appresta a battere un calcio d'angolo.

Altrettanto fruttuoso fu il rendimento del norvegese nella seconda annata coi Reds: si segnalano, in particolare, il penalty messo a segno ai tiri di rigore contro l'Ipswich Town, che consentì al Liverpool di superare il turno di coppa di lega, e una marcatura nel pareggio contro l'Arsenal (2-2). Il 2 marzo 2003 scese in campo nella finale di coppa di lega contro il Manchester Utd, vinta dai Reds.
La terza stagione fu segnata da un minor impiego in campo del norvegese, complici l'acquisto del difensore Steve Finnan e lo spostamento di Jamie Carragher sulla fascia sinistra. Di rientro nelle gerarchie di squadra con un ruolo da titolare, nella stagione 2004-2005 venne impiegato con maggior continuità, ritrovando anche la via del gol. Il 26 dicembre 2004 mise a segno la sua prima doppietta con il Liverpool, contribuendo al roboante successo sul West Bromwich (0-5). Il 22 febbraio 2005 realizzò il suo primo centro di sempre in UEFA Champions League, contro il Bayer Leverkusen (3-1). Cinque giorni più tardi, vana è la sua rete contro il Chelsea in finale di Football League Cup, terminata a favore dei Blues (3-2). L'annata culminò col raggiungimento della finale di Champions League, che il Liverpool riuscì ad aggiudicarsi ai tiri di rigore dopo una rimonta di tre reti ai danni del Milan, nonostante il penalty sbagliato di Riise; si trattò del secondo trofeo internazionale del norvegese.

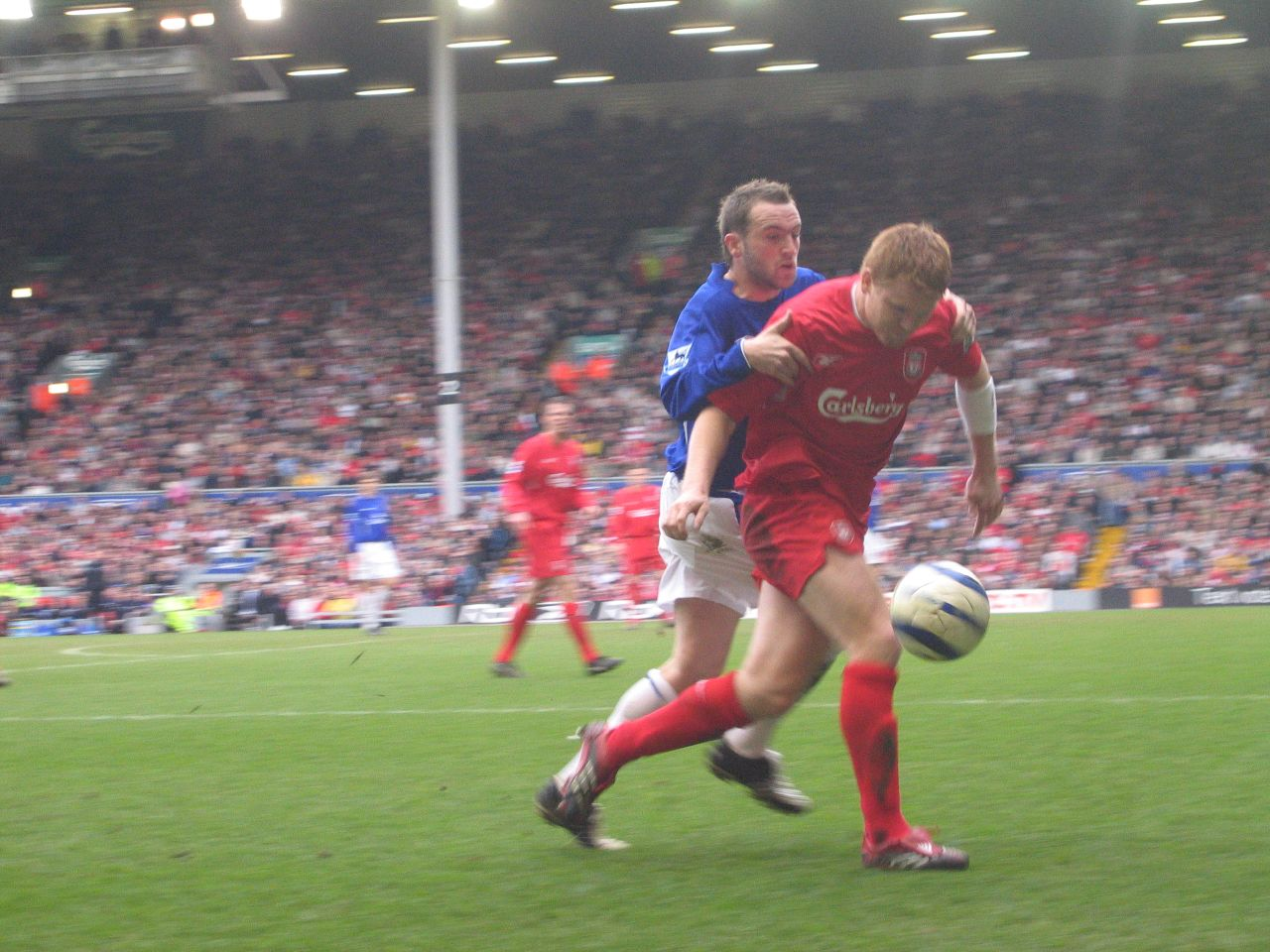
Riise, in un derby contro l'Everton.

 Nella quinta stagione a Liverpool, Riise prese parte alla finale di Supercoppa UEFA vinta contro il CSKA Mosca (3-1). Cruciale fu il suo rendimento in FA Cup, dove andò in rete per tre volte, tra cui in semifinale contro il Chelsea (1-2), contribuendo al raggiungimento dell'atto conclusivo. I Reds si aggiudicarono poi il trofeo il 13 maggio 2006, battendo ai tiri di rigore il West Ham Utd (decisivo fu, peraltro, il penalty di Riise).
Disputò da titolare il successivo match di Community Shield il 13 agosto 2006 contro il Chelsea (2-1), contribuendo al successo dei Reds con una rete in apertura di gara. Attorno a metà febbraio 2007 fece scalpore sui principali tabloid inglesi il suo coinvolgimento in una rissa con il compagno di squadra Craig Bellamy, prontamente sedata dal tecnico Rafael Benítez. Nuovamente esaltante fu il percorso in Champions League, al quale Riise contribuì con due reti: una, decisiva, in trasferta contro il Barcellona (1-2), una nel successo contro il PSV (0-3). In finale, nuovamente contro il Milan, il Liverpool non seppe tuttavia imporsi sugli italiani.
In penombra trascorse invece la settima e ultima stagione al Liverpool del norvegese. Il tecnico Benítez, infatti, gli preferì il terzino brasiliano Fábio Aurélio, del quale apprezzava la maggiore attitudine difensiva. Sfortunata fu l'autorete che Riise commise nella semifinale d'andata di Champions League contro il Chelsea (1-1), che successivamente costò di fatto l'eliminazione dei Reds dal torneo.

#### Roma
Il 18 giugno 2008, dopo 7 anni dal suo approdo a Liverpool, Riise si accasò alla Roma, a fronte di un corrispettivo pari a 5 milioni di euro. Esordì con i capitolini il 24 agosto successivo, nel match di Supercoppa italiana perso ai rigori contro l'Inter. Debuttò invece in Serie A il 31 agosto, disputando da titolare il match casalingo contro il Napoli. Le difficoltà della squadra di Luciano Spalletti nella stagione 2008-09 condizionarono inizialmente il suo rendimento, quindi nella seconda parte della stagione Riise fornì ottime prestazioni come quella a San Siro contro l'Inter (3-3) dove siglò la sua prima rete in Serie A. Dimostrò buone doti anche come centrale di difesa, ruolo al quale venne adattato da Spalletti per ovviare alle tante assenze difensive nell'incontro di ritorno degli ottavi di Champions League (Roma-Arsenal 1-0), con i giallorossi eliminati a calci di rigore.

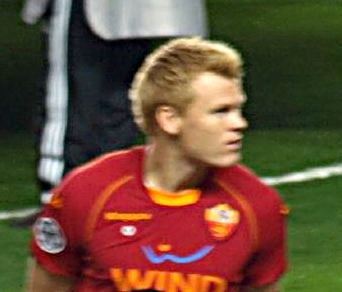
Riise con la maglia giallorossa, durante Chelsea-Roma.

Nella stagione 2009-10 realizzò su punizione il gol che regalò alla Roma di Ranieri il primo successo in campionato (Siena-Roma 1-2) mentre il 5 novembre 2009 realizzò la sua prima marcatura in UEFA Europa League, contribuendo al successo giallorosso sul Fulham (2-1). Il 23 gennaio 2010 siglò al 90.mo il gol-vittoria nella trasferta di campionato contro la Juventus (1-2), riportando la Roma alla vittoria a Torino a 9 anni dall'ultimo precedente. Il 31 gennaio 2010 segnò un'altra rete al Siena che contribuì al successo dei giallorossi (2-1) lanciandoli nella rincorsa in campionato che si concluse poi con un secondo posto dopo un lungo duello contro l'Inter vincitrice.
Il 21 agosto 2010 realizzò la rete del momentaneo vantaggio romanista nella gara di Supercoppa italiana persa contro l'Inter (3-1). Meno brillante fu la terza e ultima annata del norvegese a Roma, conclusasi al sesto posto in classifica.

#### Fulham
Il 13 luglio 2011 Riise fu acquistato a titolo definitivo dal Fulham al prezzo di 2,625 milioni di euro; qui si congiunse peraltro al fratello Bjørn Helge Riise. Debuttò con i Cottagers il 13 agosto successivo, in occasione del match di Premier League contro l'Aston Villa (0-0). La seconda esperienza inglese si rivelò decisamente poco positiva per il norvegese: impiegato frequentemente come riserva piuttosto che come titolare, Riise perse la via del gol (non realizzandone mai uno in tre anni al Fulham). La terza, deludente, annata coi bianconeri culminò con la retrocessione in Championship.

#### APOEL e Delhi Dynamos
Rimasto svincolato, il 1º settembre 2014 Riise si accasò ai ciprioti dell'APOEL. Nel corso della stagione 2014-2015 il norvegese poté quindi tornare a disputare una gara di Champions League: fu infatti titolare nella sconfitta interna contro il Paris Saint-Germain (0-1). Nonostante il ridimensionamento agonistico, Riise poté comunque contribuire alla cavalcata dell'APOEL verso la conquista del ventiquattresimo titolo nazionale nella storia del club, con un bottino di quattro reti totali in campionato.
Il 24 agosto 2015 firmò quindi per gli indiani del Delhi Dynamos, assieme ad altri colleghi di spicco quali Florent Malouda e Roberto Carlos. Esordì col nuovo club il 4 ottobre seguente, in occasione della sconfitta esterna contro il FC Goa (2-0). Il 19 novembre 2015 mise quindi a segno il suo primo e unico centro in terra indiana, a danno del Pune City.

##### Ritorno all'Aalesund e ultime esperienze
Dopo aver rescisso un accordo di sponsorizzazione con la società di bookmaking maltese Betsson, che impediva legalmente a Riise di sottoscrivere qualsivoglia contratto professionistico con club norvegesi, tra il 10 e l'11 marzo 2016 il norvegese poté far ritorno all'Aalesund, a circa 18 anni dalla trattativa con il Monaco. L'accordo fu tuttavia a lungo esaminato dalla Norges Fotballforbund e dalla Norsk Toppfotball, a causa di alcuni spot commerciali precedentemente girati da Riise per Betsson (che sarebbero stati trasmessi in vista di Euro 2016). Il 13 giugno 2016 Riise annunciò in conferenza stampa la sua intenzione di ritirarsi dal calcio giocato, spiegando di non poter più garantire la necessaria condizione mentale.
Ciononostante, già il 18 agosto dello stesso anno fece rientro in India, per militare tra le file del Chennaiyin. Il 22 marzo 2017 confermò nuovamente l'addio all'agonismo calcistico. Il 21 aprile seguente ritornò sui propri passi, accettando di unirsi al Rollon, squadra allora militante in 4. divisjon, fino al termine della stagione. Il 1⁰ luglio 2018, dopo aver rescisso il contratto con la squadra norvegese, rimarrà svincolato per poi ritirarsi definitivamente dal calcio giocato.
Nel giugno 2023 torna in campo vestendo la maglia dell'Avaldsnes, militante nella quinta divisione norvegese. Ha debuttato nella gara vinta per 9-2 sul Rubbenstadnes, siglando la sua prima rete dopo 24 minuti dal suo ingresso.

### Nazionale

#### Nazionali minori
Dopo aver svolto la trafila delle selezioni minori, l'8 febbraio 1999 Riise debuttò con la maglia della Norvegia under 21 in occasione di una sfida vinta contro i pari età della Finlandia (0-2). Il 25 aprile 2001 mise invece a segno la sua prima marcatura con la selezione, ai danni del Portogallo under 21 (2-2). Vestì per l'ultima volta la maglia dell'Under-21 il 5 giugno seguente, in occasione della vittoria sulla Bielorussia under 21, cui contribuì con una rete (5-1).

#### Nazionale maggiore
Fece il proprio debutto in nazionale maggiore il 31 gennaio 2000, venendo schierato titolare dal commissario tecnico Nils Johan Semb nella gara contro l'Islanda valida per la Nordic Cup (0-0). Andò in rete per la prima volta con la selezione il 23 febbraio successivo, contribuendo al successo sulla Turchia (0-2). Nel giugno successivo venne inoltre convocato dalla nazionale in occasione degli Europei, non scendendo tuttavia mai in campo.
Il 7 settembre 2002 mise a segno la sua prima marcatura in una competizione internazionale ufficiale, nella gara contro la Danimarca (2-2) valevole per le qualificazioni agli europei 2004. Nel settembre 2003 restò coinvolto in una rissa con il connazionale John Carew a bordo del pullman della squadra; fu quest'ultimo a essere sospeso a tempo indeterminato dal team, mentre Riise rimase in squadra. Dopo un piazzamento al secondo posto nel girone di qualificazione ad Euro 2004, nel novembre 2003 Riise scese in campo sia al match d'andata sia a quello di ritorno dello spareggio contro la Spagna, che spuntò infine la contesa per l'accesso alla rassegna continentale.
Non dissimile fu il percorso alle qualificazioni ai mondiali 2006: ancora al secondo posto, la Norvegia venne accoppiata con la Rep. Ceca agli spareggi, non riuscendo a imporsi infine sulla formazione mitteleuropea. Nel mentre, l'8 giugno 2005 Riise indossò per la prima volta la fascia da capitano, in occasione dell'amichevole vinta contro la Svezia (2-3), in cui andò peraltro a segno.
Alle qualificazioni agli europei 2008 la Norvegia mantenne un buon rendimento, ma una sconfitta maturata il 17 novembre 2007 in casa contro la Turchia impedì ai norvegesi di centrare la qualificazione pur vincendo all'ultima giornata contro Malta, proprio in vantaggio degli anatolici. Decisamente meno brillanti furono per la Norvegia le qualificazioni ai mondiali 2010, in cui Riise riuscì però ad andare a segno tre volte.
Il 15 agosto 2012, in occasione di una gara amichevole interna contro la Grecia (2-3), Riise eguagliò il primato di presenze con la nazionale norvegese precedentemente detenuto da Thorbjørn Svenssen (104 presenze), superandolo il 7 settembre seguente. Il 6 maggio 2013 annunciò il suo congedo dalla selezione norvegese, con un bottino finale di 16 reti in 110 presenze complessive.

### Dopo il ritiro
Nel gennaio 2019 Riise accettò la carica di direttore sportivo presso i maltesi del Birkirkara. Si dimise il 27 marzo successivo, adducendo motivazioni personali.
Il 5 novembre 2019 venne nominato tecnico dei norvegesi del Flint per la stagione 2020. A causa dello scoppio della pandemia di COVID-19 nei primi mesi del 2020, tuttavia, la stagione fu annullata. Confermato per l'anno 2021, Riise lasciò l'incarico a fine stagione, non centrando infatti la salvezza dalla retrocessione in 4. divisjon.
L'8 dicembre 2021 venne nominato tecnico dell'Avaldsnes femminile firmando un contratto biennale. Il 31 dicembre 2023, data la scadenza del suo contratto, lascia la squadra.

## Statistiche

### Presenze e reti nei club
Statistiche aggiornate al 8 giugno 2023.
| Stagione         | Club             | Campionato       | Campionato | Campionato | Coppe nazionali | Coppe nazionali | Coppe nazionali | Coppe continentali | Coppe continentali | Coppe continentali | Altre coppe | Altre coppe | Altre coppe | Totale | Totale |
| Stagione         | Club             | Comp             | Pres       | Reti       | Comp            | Pres            | Reti            | Comp               | Pres               | Reti               | Comp        | Pres        | Reti        | Pres   | Reti   |
| ---------------- | ---------------- | ---------------- | ---------- | ---------- | --------------- | --------------- | --------------- | ------------------ | ------------------ | ------------------ | ----------- | ----------- | ----------- | ------ | ------ |
| 1997             | Aalesund         | 1D               | 9          | 1          | CN              | -               | -               | -                  | -                  | -                  | -           | -           | -           | 9      | 1      |
| gen-lug. 1998    | Aalesund         | 1D               | 17         | 4          | CN              | -               | -               | -                  | -                  | -                  | -           | -           | -           | 17     | 4      |
| 1998-1999        | Monaco 2         | CFA              | 9          | 2          | -               | -               | -               | -                  | -                  | -                  | -           | -           | -           | 9      | 2      |
| 1998-1999        | Monaco           | D1               | 7          | 0          | CF+CdL          | 1+2             | 0               | CU                 | 1                  | 0                  | -           | -           | -           | 11     | 0      |
| 1999-2000        | Monaco           | D1               | 21         | 1          | CF+CdL          | 3+2             | 2+0             | CU                 | 6                  | 1                  | -           | -           | -           | 32     | 4      |
| 2000-2001        | Monaco           | D1               | 16         | 3          | CF+CdL          | 0+2             | 0               | UCL                | 2                  | 0                  | SF          | 1           | 0           | 21     | 3      |
| Totale Monaco    | Totale Monaco    | Totale Monaco    | 44         | 4          |                 | 10              | 2               |                    | 9                  | 1                  |             | 1           | 0           | 64     | 7      |
| 2001-2002        | Liverpool        | PL               | 38         | 7          | FACup+CdL       | 2+0             | 0               | UCL                | 14                 | 0                  | SU+CS       | 1+1         | 1           | 56     | 8      |
| 2002-2003        | Liverpool        | PL               | 37         | 6          | FACup+CdL       | 3+4             | 0               | UCL+CU             | 6+5                | 0                  | CS          | 1           | 0           | 56     | 6      |
| 2003-2004        | Liverpool        | PL               | 28         | 0          | FACup+CdL       | 1+2             | 0               | CU                 | 4                  | 0                  | -           | -           | -           | 35     | 0      |
| 2004-2005        | Liverpool        | PL               | 37         | 6          | FACup+CdL       | 0+5             | 1               | UCL                | 15                 | 1                  | -           | -           | -           | 57     | 8      |
| 2005-2006        | Liverpool        | PL               | 32         | 1          | FACup+CdL       | 6+0             | 3               | UCL                | 11                 | 0                  | SU+Cmc      | 1+2         | 0           | 52     | 4      |
| 2006-2007        | Liverpool        | PL               | 33         | 1          | FACup+CdL       | 1+1             | 0+1             | UCL                | 12                 | 2                  | CS          | 1           | 1           | 48     | 5      |
| 2007-2008        | Liverpool        | PL               | 29         | 0          | FACup+CdL       | 4+1             | 0               | UCL                | 10                 | 0                  | -           | -           | -           | 44     | 0      |
| Totale Liverpool | Totale Liverpool | Totale Liverpool | 234        | 21         |                 | 30              | 5               |                    | 77                 | 3                  |             | 7           | 2           | 348    | 31     |
| 2008-2009        | Roma             | A                | 31         | 2          | CI              | 2               | 0               | UCL                | 8                  | 0                  | SI          | 1           | 0           | 42     | 2      |
| 2009-2010        | Roma             | A                | 36         | 5          | CI              | 4               | 0               | UEL                | 12                 | 3                  | -           | -           | -           | 52     | 8      |
| 2010-2011        | Roma             | A                | 32         | 0          | CI              | 4               | 0               | UCL                | 5                  | 0                  | SI          | 1           | 1           | 42     | 1      |
| Totale Roma      | Totale Roma      | Totale Roma      | 99         | 7          |                 | 10              | 0               |                    | 25                 | 3                  |             | 2           | 1           | 136    | 11     |
| 2011-2012        | Fulham           | PL               | 36         | 0          | FACup+CdL       | 2+0             | 0               | UEL                | 6                  | 0                  | -           | -           | -           | 44     | 0      |
| 2012-2013        | Fulham           | PL               | 31         | 0          | FACup+CdL       | 1+0             | 0               | -                  | -                  | -                  | -           | -           | -           | 32     | 0      |
| 2013-2014        | Fulham           | PL               | 20         | 0          | FACup+CdL       | 2+3             | 0               | -                  | -                  | -                  | -           | -           | -           | 25     | 0      |
| Totale Fulham    | Totale Fulham    | Totale Fulham    | 87         | 0          |                 | 8               | 0               |                    | 6                  | 0                  |             | -           | -           | 101    | 0      |
| 2014-2015        | APOEL            | A                | 16+9       | 3+1        | CC              | 4               | 2               | UCL                | 1                  | 0                  | SC          | -           | -           | 30     | 6      |
| 2015             | Delhi Dynamos    | ISL              | 13+2       | 1+0        | -               | -               | -               | -                  | -                  | -                  | -           | -           | -           | 15     | 1      |
| mar.-giu. 2016   | Aalesund         | ES               | 10         | 0          | CN              | 3               | 1               | -                  | -                  | -                  | -           | -           | -           | 13     | 1      |
| Totale Aalesund  | Totale Aalesund  | Totale Aalesund  | 36         | 5          |                 | 3               | 1               |                    | -                  | -                  |             | -           | -           | 39     | 6      |
| 2016             | Chennaiyin       | ISL              | 10         | 1          | -               | -               | -               | -                  | -                  | -                  | -           | -           | -           | 10     | 1      |
| 2017             | Rollon           | 4D               | 2          | 0          | CN              | 0               | 0               | -                  | -                  | -                  | -           | -           | -           | 2      | 0      |
| mag. -Nov.2023   | Avaldsnes        | 5D               | 1          | 1          | CN              | -               | -               | -                  | -                  | -                  | -           | -           | -           | 1      | 1      |
| Totale carriera  | Totale carriera  | Totale carriera  | 551+11     | 45+1       |                 | 65              | 10              |                    | 118                | 7                  |             | 10          | 3           | 755    | 66     |

### Cronologia presenze e reti in Nazionale
| Cronologia completa delle presenze e delle reti in nazionale ― Norvegia | Cronologia completa delle presenze e delle reti in nazionale ― Norvegia | Cronologia completa delle presenze e delle reti in nazionale ― Norvegia | Cronologia completa delle presenze e delle reti in nazionale ― Norvegia | Cronologia completa delle presenze e delle reti in nazionale ― Norvegia | Cronologia completa delle presenze e delle reti in nazionale ― Norvegia | Cronologia completa delle presenze e delle reti in nazionale ― Norvegia | Cronologia completa delle presenze e delle reti in nazionale ― Norvegia |
| Data                                                                    | Città                                                                   | In casa                                                                 | Risultato                                                               | Ospiti                                                                  | Competizione                                                            | Reti                                                                    | Note                                                                    |
| ----------------------------------------------------------------------- | ----------------------------------------------------------------------- | ----------------------------------------------------------------------- | ----------------------------------------------------------------------- | ----------------------------------------------------------------------- | ----------------------------------------------------------------------- | ----------------------------------------------------------------------- | ----------------------------------------------------------------------- |
| 31-1-2000                                                               | La Manga                                                                | Islanda                                                                 | 0 – 0                                                                   | Norvegia                                                                | Nordic Cup                                                              | -                                                                       | 81’                                                                     |
| 2-2-2000                                                                | La Manga                                                                | Danimarca                                                               | 2 – 4                                                                   | Norvegia                                                                | Nordic Cup                                                              | -                                                                       | 83’                                                                     |
| 23-2-2000                                                               | Istanbul                                                                | Turchia                                                                 | 0 – 2                                                                   | Norvegia                                                                | Amichevole                                                              | 1                                                                       | 83’                                                                     |
| 26-4-2000                                                               | Oslo                                                                    | Norvegia                                                                | 0 – 2                                                                   | Belgio                                                                  | Amichevole                                                              | -                                                                       | 61’                                                                     |
| 27-5-2000                                                               | Oslo                                                                    | Norvegia                                                                | 2 – 0                                                                   | Slovacchia                                                              | Amichevole                                                              | -                                                                       | 77’                                                                     |
| 3-6-2000                                                                | Oslo                                                                    | Norvegia                                                                | 1 – 0                                                                   | Italia                                                                  | Amichevole                                                              | -                                                                       | 90’                                                                     |
| 16-8-2000                                                               | Helsinki                                                                | Finlandia                                                               | 3 – 1                                                                   | Norvegia                                                                | Nordic Cup                                                              | -                                                                       | 46’                                                                     |
| 15-8-2001                                                               | Oslo                                                                    | Norvegia                                                                | 1 – 1                                                                   | Turchia                                                                 | Amichevole                                                              | -                                                                       | 90’                                                                     |
| 1-9-2001                                                                | Chorzów                                                                 | Polonia                                                                 | 3 – 0                                                                   | Norvegia                                                                | Qual. Mondiali 2002                                                     | -                                                                       | 63’                                                                     |
| 5-9-2001                                                                | Oslo                                                                    | Norvegia                                                                | 3 – 2                                                                   | Galles                                                                  | Qual. Mondiali 2002                                                     | -                                                                       |                                                                         |
| 6-10-2001                                                               | Erevan                                                                  | Armenia                                                                 | 1 – 4                                                                   | Norvegia                                                                | Qual. Mondiali 2002                                                     | -                                                                       |                                                                         |
| 13-2-2002                                                               | Bruxelles                                                               | Belgio                                                                  | 1 – 0                                                                   | Norvegia                                                                | Amichevole                                                              | -                                                                       |                                                                         |
| 17-4-2002                                                               | Oslo                                                                    | Norvegia                                                                | 0 – 0                                                                   | Svezia                                                                  | Amichevole                                                              | -                                                                       | 90’                                                                     |
| 14-5-2002                                                               | Oslo                                                                    | Norvegia                                                                | 3 – 0                                                                   | Giappone                                                                | Amichevole                                                              | -                                                                       |                                                                         |
| 22-5-2002                                                               | Bodø                                                                    | Norvegia                                                                | 1 – 1                                                                   | Islanda                                                                 | Amichevole                                                              | -                                                                       |                                                                         |
| 21-8-2002                                                               | Oslo                                                                    | Norvegia                                                                | 0 – 1                                                                   | Paesi Bassi                                                             | Amichevole                                                              | -                                                                       |                                                                         |
| 7-9-2002                                                                | Oslo                                                                    | Norvegia                                                                | 2 – 2                                                                   | Danimarca                                                               | Qual. Euro 2004                                                         | 1                                                                       |                                                                         |
| 12-10-2002                                                              | Bucarest                                                                | Romania                                                                 | 0 – 1                                                                   | Norvegia                                                                | Qual. Euro 2004                                                         | -                                                                       | 42’                                                                     |
| 16-10-2002                                                              | Oslo                                                                    | Norvegia                                                                | 2 – 0                                                                   | Bosnia ed Erzegovina                                                    | Qual. Euro 2004                                                         | 1                                                                       |                                                                         |
| 20-11-2002                                                              | Vienna                                                                  | Austria                                                                 | 0 – 1                                                                   | Norvegia                                                                | Amichevole                                                              | -                                                                       |                                                                         |
| 12-2-2003                                                               | Candia                                                                  | Grecia                                                                  | 1 – 0                                                                   | Norvegia                                                                | Amichevole                                                              | -                                                                       | 61’                                                                     |
| 2-4-2003                                                                | Lussemburgo                                                             | Lussemburgo                                                             | 0 – 2                                                                   | Norvegia                                                                | Qual. Euro 2004                                                         | -                                                                       |                                                                         |
| 22-5-2003                                                               | Oslo                                                                    | Norvegia                                                                | 2 – 0                                                                   | Finlandia                                                               | Amichevole                                                              | -                                                                       |                                                                         |
| 7-6-2003                                                                | Copenaghen                                                              | Danimarca                                                               | 1 – 0                                                                   | Norvegia                                                                | Qual. Euro 2004                                                         | -                                                                       |                                                                         |
| 11-6-2003                                                               | Oslo                                                                    | Norvegia                                                                | 1 – 1                                                                   | Romania                                                                 | Qual. Euro 2004                                                         | -                                                                       |                                                                         |
| 20-8-2003                                                               | Oslo                                                                    | Norvegia                                                                | 0 – 0                                                                   | Scozia                                                                  | Amichevole                                                              | -                                                                       |                                                                         |
| 6-9-2003                                                                | Zenica                                                                  | Bosnia ed Erzegovina                                                    | 1 – 0                                                                   | Norvegia                                                                | Qual. Euro 2004                                                         | -                                                                       |                                                                         |
| 10-9-2003                                                               | Oslo                                                                    | Norvegia                                                                | 0 – 1                                                                   | Portogallo                                                              | Amichevole                                                              | -                                                                       |                                                                         |
| 11-10-2003                                                              | Oslo                                                                    | Norvegia                                                                | 1 – 0                                                                   | Lussemburgo                                                             | Qual. Euro 2004                                                         | -                                                                       |                                                                         |
| 15-11-2003                                                              | Valencia                                                                | Spagna                                                                  | 2 – 1                                                                   | Norvegia                                                                | Qual. Euro 2004                                                         | -                                                                       |                                                                         |
| 19-11-2003                                                              | Oslo                                                                    | Norvegia                                                                | 0 – 3                                                                   | Spagna                                                                  | Qual. Euro 2004                                                         | -                                                                       |                                                                         |
| 18-2-2004                                                               | Belfast                                                                 | Irlanda del Nord                                                        | 1 – 4                                                                   | Norvegia                                                                | Amichevole                                                              | -                                                                       | 71’                                                                     |
| 31-3-2004                                                               | Belgrado                                                                | Serbia e Montenegro                                                     | 0 – 1                                                                   | Norvegia                                                                | Amichevole                                                              | -                                                                       |                                                                         |
| 28-4-2004                                                               | Oslo                                                                    | Norvegia                                                                | 3 – 2                                                                   | Russia                                                                  | Amichevole                                                              | -                                                                       |                                                                         |
| 27-5-2004                                                               | Oslo                                                                    | Norvegia                                                                | 0 – 0                                                                   | Galles                                                                  | Amichevole                                                              | -                                                                       |                                                                         |
| 18-8-2004                                                               | Oslo                                                                    | Norvegia                                                                | 2 – 2                                                                   | Belgio                                                                  | Amichevole                                                              | -                                                                       | 61’                                                                     |
| 4-9-2004                                                                | Palermo                                                                 | Italia                                                                  | 2 – 1                                                                   | Norvegia                                                                | Qual. Mondiali 2006                                                     | -                                                                       |                                                                         |
| 8-9-2004                                                                | Oslo                                                                    | Norvegia                                                                | 1 – 1                                                                   | Bielorussia                                                             | Qual. Mondiali 2006                                                     | -                                                                       |                                                                         |
| 9-10-2004                                                               | Glasgow                                                                 | Scozia                                                                  | 0 – 1                                                                   | Norvegia                                                                | Qual. Mondiali 2006                                                     | -                                                                       |                                                                         |
| 13-10-2004                                                              | Oslo                                                                    | Norvegia                                                                | 3 – 0                                                                   | Slovenia                                                                | Qual. Mondiali 2006                                                     | -                                                                       |                                                                         |
| 16-11-2004                                                              | Londra                                                                  | Australia                                                               | 2 – 2                                                                   | Norvegia                                                                | Amichevole                                                              | -                                                                       |                                                                         |
| 9-2-2005                                                                | Ta' Qali                                                                | Malta                                                                   | 0 – 3                                                                   | Norvegia                                                                | Amichevole                                                              | 1                                                                       |                                                                         |
| 30-3-2005                                                               | Chișinău                                                                | Moldavia                                                                | 0 – 0                                                                   | Norvegia                                                                | Qual. Mondiali 2006                                                     | -                                                                       |                                                                         |
| 4-6-2005                                                                | Oslo                                                                    | Norvegia                                                                | 0 – 0                                                                   | Italia                                                                  | Qual. Mondiali 2006                                                     | -                                                                       | 30’                                                                     |
| 8-6-2005                                                                | Solna                                                                   | Svezia                                                                  | 2 – 3                                                                   | Norvegia                                                                | Amichevole                                                              | 1                                                                       | cap.                                                                    |
| 17-8-2005                                                               | Oslo                                                                    | Norvegia                                                                | 0 – 2                                                                   | Svizzera                                                                | Amichevole                                                              | -                                                                       |                                                                         |
| 7-9-2005                                                                | Oslo                                                                    | Norvegia                                                                | 1 – 2                                                                   | Scozia                                                                  | Qual. Mondiali 2006                                                     | -                                                                       |                                                                         |
| 8-10-2005                                                               | Oslo                                                                    | Norvegia                                                                | 1 – 0                                                                   | Moldavia                                                                | Qual. Mondiali 2006                                                     | -                                                                       |                                                                         |
| 12-10-2005                                                              | Minsk                                                                   | Bielorussia                                                             | 0 – 1                                                                   | Norvegia                                                                | Qual. Mondiali 2006                                                     | -                                                                       |                                                                         |
| 12-11-2005                                                              | Oslo                                                                    | Norvegia                                                                | 0 – 1                                                                   | Rep. Ceca                                                               | Qual. Mondiali 2006                                                     | -                                                                       |                                                                         |
| 16-11-2005                                                              | Praga                                                                   | Rep. Ceca                                                               | 1 – 0                                                                   | Norvegia                                                                | Qual. Mondiali 2006                                                     | -                                                                       | 88’ - 88’                                                               |
| 1-3-2006                                                                | Dakar                                                                   | Senegal                                                                 | 2 – 1                                                                   | Norvegia                                                                | Amichevole                                                              | -                                                                       |                                                                         |
| 24-5-2006                                                               | Oslo                                                                    | Norvegia                                                                | 2 – 2                                                                   | Paraguay                                                                | Amichevole                                                              | -                                                                       |                                                                         |
| 1-6-2006                                                                | Oslo                                                                    | Norvegia                                                                | 0 – 0                                                                   | Corea del Sud                                                           | Amichevole                                                              | -                                                                       |                                                                         |
| 16-8-2006                                                               | Oslo                                                                    | Norvegia                                                                | 1 – 1                                                                   | Brasile                                                                 | Amichevole                                                              | -                                                                       |                                                                         |
| 7-10-2006                                                               | Il Pireo                                                                | Grecia                                                                  | 1 – 0                                                                   | Norvegia                                                                | Qual. Euro 2008                                                         | -                                                                       |                                                                         |
| 15-11-2006                                                              | Belgrado                                                                | Serbia                                                                  | 1 – 1                                                                   | Norvegia                                                                | Amichevole                                                              | -                                                                       |                                                                         |
| 7-2-2007                                                                | Rijeka                                                                  | Croazia                                                                 | 2 – 1                                                                   | Norvegia                                                                | Amichevole                                                              | -                                                                       |                                                                         |
| 24-3-2007                                                               | Oslo                                                                    | Norvegia                                                                | 1 – 2                                                                   | Bosnia ed Erzegovina                                                    | Qual. Euro 2008                                                         | -                                                                       |                                                                         |
| 28-3-2007                                                               | Francoforte                                                             | Turchia                                                                 | 2 – 2                                                                   | Norvegia                                                                | Qual. Euro 2008                                                         | -                                                                       |                                                                         |
| 2-6-2007                                                                | Oslo                                                                    | Norvegia                                                                | 4 – 0                                                                   | Malta                                                                   | Qual. Euro 2008                                                         | 1                                                                       |                                                                         |
| 6-6-2007                                                                | Oslo                                                                    | Norvegia                                                                | 4 – 0                                                                   | Ungheria                                                                | Qual. Euro 2008                                                         | -                                                                       |                                                                         |
| 22-8-2007                                                               | Oslo                                                                    | Norvegia                                                                | 2 – 1                                                                   | Argentina                                                               | Amichevole                                                              | -                                                                       |                                                                         |
| 8-9-2007                                                                | Chișinău                                                                | Moldavia                                                                | 0 – 1                                                                   | Norvegia                                                                | Qual. Euro 2008                                                         | -                                                                       |                                                                         |
| 12-9-2007                                                               | Oslo                                                                    | Norvegia                                                                | 2 – 2                                                                   | Grecia                                                                  | Qual. Euro 2008                                                         | 1                                                                       |                                                                         |
| 17-10-2007                                                              | Sarajevo                                                                | Bosnia ed Erzegovina                                                    | 0 – 2                                                                   | Norvegia                                                                | Qual. Euro 2008                                                         | -                                                                       |                                                                         |
| 17-11-2007                                                              | Oslo                                                                    | Norvegia                                                                | 1 – 2                                                                   | Turchia                                                                 | Qual. Euro 2008                                                         | -                                                                       |                                                                         |
| 21-11-2007                                                              | Ta' Qali                                                                | Malta                                                                   | 1 – 4                                                                   | Norvegia                                                                | Qual. Euro 2008                                                         | -                                                                       |                                                                         |
| 6-2-2008                                                                | Wrexham                                                                 | Galles                                                                  | 3 – 0                                                                   | Norvegia                                                                | Amichevole                                                              | -                                                                       |                                                                         |
| 26-3-2008                                                               | Podgorica                                                               | Montenegro                                                              | 3 – 1                                                                   | Norvegia                                                                | Amichevole                                                              | -                                                                       |                                                                         |
| 28-5-2008                                                               | Oslo                                                                    | Norvegia                                                                | 2 – 2                                                                   | Uruguay                                                                 | Amichevole                                                              | 1                                                                       |                                                                         |
| 20-8-2008                                                               | Oslo                                                                    | Norvegia                                                                | 1 – 1                                                                   | Irlanda                                                                 | Amichevole                                                              | -                                                                       |                                                                         |
| 6-9-2008                                                                | Oslo                                                                    | Norvegia                                                                | 2 – 2                                                                   | Islanda                                                                 | Qual. Mondiali 2010                                                     | -                                                                       |                                                                         |
| 11-10-2008                                                              | Glasgow                                                                 | Scozia                                                                  | 0 – 0                                                                   | Norvegia                                                                | Qual. Mondiali 2010                                                     | -                                                                       |                                                                         |
| 15-10-2008                                                              | Oslo                                                                    | Norvegia                                                                | 0 – 1                                                                   | Paesi Bassi                                                             | Qual. Mondiali 2010                                                     | -                                                                       |                                                                         |
| 19-11-2008                                                              | Dnipropetrovs'k                                                         | Ucraina                                                                 | 1 – 0                                                                   | Norvegia                                                                | Amichevole                                                              | -                                                                       | 50’                                                                     |
| 28-3-2009                                                               | Rustenburg                                                              | Sudafrica                                                               | 2 – 1                                                                   | Norvegia                                                                | Nelson Mandela Inauguration Challenge Cup                               | -                                                                       |                                                                         |
| 1-4-2009                                                                | Oslo                                                                    | Norvegia                                                                | 3 – 2                                                                   | Finlandia                                                               | Amichevole                                                              | 1                                                                       |                                                                         |
| 6-6-2009                                                                | Skopje                                                                  | Macedonia                                                               | 0 – 0                                                                   | Norvegia                                                                | Qual. Mondiali 2010                                                     | -                                                                       |                                                                         |
| 10-6-2009                                                               | Rotterdam                                                               | Paesi Bassi                                                             | 2 – 0                                                                   | Norvegia                                                                | Qual. Mondiali 2010                                                     | -                                                                       |                                                                         |
| 12-8-2009                                                               | Oslo                                                                    | Norvegia                                                                | 4 – 0                                                                   | Scozia                                                                  | Qual. Mondiali 2010                                                     | 1                                                                       | 31’                                                                     |
| 5-9-2009                                                                | Reykjavík                                                               | Islanda                                                                 | 1 – 1                                                                   | Norvegia                                                                | Qual. Mondiali 2010                                                     | 1                                                                       |                                                                         |
| 9-9-2009                                                                | Oslo                                                                    | Norvegia                                                                | 2 – 1                                                                   | Macedonia                                                               | Qual. Mondiali 2010                                                     | 1                                                                       |                                                                         |
| 10-10-2009                                                              | Oslo                                                                    | Norvegia                                                                | 1 – 0                                                                   | Sudafrica                                                               | Amichevole                                                              | -                                                                       |                                                                         |
| 14-11-2009                                                              | Carouge                                                                 | Svizzera                                                                | 0 – 1                                                                   | Norvegia                                                                | Amichevole                                                              | -                                                                       |                                                                         |
| 3-3-2010                                                                | Žilina                                                                  | Slovacchia                                                              | 0 – 1                                                                   | Norvegia                                                                | Amichevole                                                              | -                                                                       |                                                                         |
| 2-6-2010                                                                | Oslo                                                                    | Norvegia                                                                | 0 – 1                                                                   | Ucraina                                                                 | Amichevole                                                              | -                                                                       |                                                                         |
| 11-8-2010                                                               | Oslo                                                                    | Norvegia                                                                | 2 – 1                                                                   | Francia                                                                 | Amichevole                                                              | -                                                                       |                                                                         |
| 3-9-2010                                                                | Reykjavík                                                               | Islanda                                                                 | 1 – 2                                                                   | Norvegia                                                                | Qual. Euro 2012                                                         | -                                                                       |                                                                         |
| 8-10-2010                                                               | Larnaca                                                                 | Cipro                                                                   | 1 – 2                                                                   | Norvegia                                                                | Qual. Euro 2012                                                         | 1                                                                       | 13’                                                                     |
| 12-10-2010                                                              | Zagabria                                                                | Croazia                                                                 | 2 – 1                                                                   | Norvegia                                                                | Amichevole                                                              | -                                                                       |                                                                         |
| 17-11-2010                                                              | Dublino                                                                 | Irlanda                                                                 | 1 – 2                                                                   | Norvegia                                                                | Amichevole                                                              | -                                                                       |                                                                         |
| 9-2-2011                                                                | Faro                                                                    | Polonia                                                                 | 1 – 0                                                                   | Norvegia                                                                | Amichevole                                                              | -                                                                       |                                                                         |
| 26-3-2011                                                               | Oslo                                                                    | Norvegia                                                                | 1 – 1                                                                   | Danimarca                                                               | Qual. Euro 2012                                                         | -                                                                       |                                                                         |
| 4-6-2011                                                                | Lisbona                                                                 | Portogallo                                                              | 1 – 0                                                                   | Norvegia                                                                | Qual. Euro 2012                                                         | -                                                                       |                                                                         |
| 7-6-2011                                                                | Oslo                                                                    | Norvegia                                                                | 1 – 0                                                                   | Lituania                                                                | Amichevole                                                              | -                                                                       | 59’                                                                     |
| 10-8-2011                                                               | Oslo                                                                    | Norvegia                                                                | 3 – 0                                                                   | Rep. Ceca                                                               | Amichevole                                                              | 1                                                                       | cap.                                                                    |
| 6-9-2011                                                                | Copenaghen                                                              | Danimarca                                                               | 2 – 0                                                                   | Norvegia                                                                | Qual. Euro 2012                                                         | -                                                                       | 61’                                                                     |
| 11-10-2011                                                              | Oslo                                                                    | Norvegia                                                                | 3 – 1                                                                   | Cipro                                                                   | Qual. Euro 2012                                                         | -                                                                       |                                                                         |
| 12-11-2011                                                              | Cardiff                                                                 | Galles                                                                  | 4 – 1                                                                   | Norvegia                                                                | Amichevole                                                              | -                                                                       |                                                                         |
| 29-2-2012                                                               | Belfast                                                                 | Irlanda del Nord                                                        | 0 – 3                                                                   | Norvegia                                                                | Amichevole                                                              | -                                                                       |                                                                         |
| 26-5-2012                                                               | Oslo                                                                    | Norvegia                                                                | 0 – 1                                                                   | Inghilterra                                                             | Amichevole                                                              | -                                                                       |                                                                         |
| 2-6-2012                                                                | Oslo                                                                    | Norvegia                                                                | 1 – 1                                                                   | Croazia                                                                 | Amichevole                                                              | -                                                                       |                                                                         |
| 15-8-2012                                                               | Oslo                                                                    | Norvegia                                                                | 2 – 3                                                                   | Grecia                                                                  | Amichevole                                                              | 1                                                                       |                                                                         |
| 7-9-2012                                                                | Reykjavík                                                               | Islanda                                                                 | 2 – 0                                                                   | Norvegia                                                                | Qual. Mondiali 2014                                                     | -                                                                       |                                                                         |
| 11-9-2012                                                               | Oslo                                                                    | Norvegia                                                                | 2 – 1                                                                   | Slovenia                                                                | Qual. Mondiali 2014                                                     | 1                                                                       |                                                                         |
| 12-10-2012                                                              | Berna                                                                   | Svizzera                                                                | 1 – 1                                                                   | Norvegia                                                                | Qual. Mondiali 2014                                                     | -                                                                       |                                                                         |
| 16-10-2012                                                              | Larnaca                                                                 | Cipro                                                                   | 1 – 3                                                                   | Norvegia                                                                | Qual. Mondiali 2014                                                     | -                                                                       | 88’                                                                     |
| 6-2-2013                                                                | Siviglia                                                                | Norvegia                                                                | 0 – 2                                                                   | Ucraina                                                                 | Amichevole                                                              | -                                                                       | 86’                                                                     |
| 22-3-2013                                                               | Oslo                                                                    | Norvegia                                                                | 0 – 1                                                                   | Albania                                                                 | Qual. Mondiali 2014                                                     | -                                                                       |                                                                         |
| Totale                                                                  |                                                                         | Presenze (1º posto)                                                     | 110                                                                     |                                                                         | Reti                                                                    | 16                                                                      |                                                                         |

## Palmarès

### Giocatore

#### Club

##### Competizioni nazionali
- Campionato francese: 1

Monaco: 1999-2000
- Supercoppa francese: 1

Monaco: 2000
- Charity/Community Shield: 2

Liverpool: 2001, 2006
- Coppa di Lega inglese: 1

Liverpool: 2002-2003
- Coppa d'Inghilterra: 1

Liverpool: 2005-2006
- Campionato cipriota: 1

APOEL Nicosia: 2014-2015
- Coppa di Cipro: 1

APOEL Nicosia: 2014-2015

##### Competizioni internazionali
- Supercoppa UEFA: 2

Liverpool: 2001, 2005
- UEFA Champions League: 1

Liverpool: 2004-2005

#### Individuale
- Gullklokka

2003
- Kniksen dell'anno: 1

2006